# 댄 카스텔라네타
댄 카스텔라네타(Dan Castellaneta, 1957년 10월 29일 ~ )는 미국의 배우 겸 성우이다.

## 출연 작품

### 애니메이션
- 심슨 가족 - 호머 심슨,크러스티,바니 검블,관리인 윌리,에이브 심슨,조 큄비 시장
- 알라딘 - 지니
- 어스웜 짐 - 어스웜 짐,복사된 그림 짐

### 애니메이션 영화
- 돌아온 자파 - 지니

### 영화
- 더 캣 - 띵 원 / 띵 투

### 게임
- 나시라의 복수 - 지니
- 킹덤 하츠 - 지니
- 어스웜 짐 3D - 어스웜 짐